# Anni Garza Lau
Anni Garza Lau (Ciudad de México, 1983) es una artista México-alemana que vive y trabaja en la Ciudad de México.
Su trabajo artístico está centrado en las interacciones humano-computadora en distintos niveles que involucran consecuencias en relaciones sociales, afectivas y políticas construidas a través de la tecnología. Ha explorado recursos tecnológicos como algoritmos generativos, visión computacional, realidad aumentada y realidad virtual. En 2024 trabajaba con inteligencia artificial y buscaba cuestionar la función que la tecnología tiene en la vida cotidiana y su futuro. 
Sus obras han sido seleccionadas por festivales como FILE – Brasil, ADAG – Grecia, Toolkit y Arte Laguna – Italia, ISEA – Canadá, Festival de Arte y Medios de Gwangju – Corea del Sur, Unpainted – Múnich, Transitio MX 05 &amp; 06 – México. Y ha sido una artista residente en EMARE  en Halle, Alemania; SASG en Seúl, Corea del Sur; y LIRM en Ciudad de México. 
Sus piezas también han sido exhibidas nacionalmente en el Museo de Arte Carrillo Gil , El Museo Internacional del Barroco , Laboratorio Arte Alameda  y el Centro de Cultura Digital .

## Trayectoria profesional
Anni Garza Lau estudió artes visuales y se especializó en animación y video. Durante el último año de la carrera se mudó a España para continuar con sus estudios en animación, sin embargo, al terminar sus estudios universitarios su práctica profesional se concentró en el arte.
En sus propias palabras:

(...) la carrera tenía un enfoque muy artístico. La mayoría de nuestros maestros eran artistas: Gerardo Suter, María Ezcurra, Grace Quintanilla, etc., entonces me interesó mucho más el arte. No le entendía bien, me costaba mucho trabajo y pensaba: “No entiendo aún qué es el arte contemporáneo”, y cuando salí de la universidad y regresé a México conseguí trabajo como diseñadora de videojuegos en Gameloft. Entonces descubrí que tampoco quería trabajar en una oficina, así fuera diseñando videojuegos

Posteriormente, recibió dos veces el apoyo para producción artística por parte del Fondo Nacional para la Cultura y las Artes  para jóvenes creadores, del Centro Multimedia a través del Programa de Apoyo a la Producción e Investigación en Arte y Medios, en residencias artísticas por parte de European Media Art Platform en Alemania, SASG en Corea del Sur y el Laboratorio de Inmersión y Realidades Mixtas. También recibió el apoyo del programa ACT  y el programa MACG-BBVA, a partir del cual surgen proyectos como Simbiosis Programada: el cuerpo post-internet.
Su obra ha sido seleccionada para distintas plataformas especializadas en arte contemporáneo y festivales entre los que destacan, ADAF en Atenas,  Arte Laguna y Toolkit en Venecia, YICCA en Sofía, FILE en Sao Paulo, XXXII Encuentro Nacional de Arte Joven en Aguascalientes y Transitio MX_05 y 06 en la Ciudad de México y Artistas del mes de Farolito, además de haber participado como invitada en exposiciones colectivas nacionales e internacionales.
En 2023 Anni Garza se convirtió en la organizadora de la 20.ª edición del 404 Festival Internacional de Arte y Tecnología que contó con dos sedes, México y Estados Unidos. En la Ciudad de México, del 11 al 15 de octubre de 2023, se desarrollarón dos grandes exhibiciones en el Centro Nacional de las Artes  y el Centro de Cultura Digital . Con entrada libre y gratuita, se presentaron instalaciones interactivas que combinarón robótica, inteligencia artificial, realidades mixtas, net.art, animaciones, performances, música en vivo, paneles de debate y talleres.
Luego de su paso por México, el "404 Festival" continuó su viaje para llegar a la Ciudad de Nueva York. Del 27 al 29 de octubre en la sede The Players Club, teóricos y artistas de diversas partes del mundo ofrecieron charlas. Este evento estuvo organizado por el Instituto de Semántica General de NYC, en el marco de la 71.ª Conferencia Anual en Memoria de Alfred Korzybski.

## Obra
- Alteraciones ambientales (2012) Es una de las primeras obras de la artista expuesta fuera de México, Alteraciones Ambientales es una instalación interactiva que usa un sensor de ondas cerebrales que cambia el clima de una ciudad proyectada frente al espectador de acuerdo a su estado de ánimo. Basado en el desorden estacional afectivo, la pieza pretende crear un balance entre el exterior  y el interior. [6]
- Simbiosis programada: el cuerpo post-internet (2020)
- Digital hybrid (2019-2021)
- Interfaces de identidad (2022)
- Ghost agency (2022)